# Желтушка золотистая
Желтушка золотистая (лат. Colias chrysotheme) — дневная бабочка из рода желтушки (Colias) в составе семейства белянок.

## Происхождение латинского названия
Хризотемида (греческая мифология) — одна из дочерей аргосского царя Агамемнона и Клитемнестры.

## Описание
Длина переднего крыла 20—27 мм. Окраска крыльев у обоих полов преимущественно светло-оранжевая либо рыжая. Тёмная кайма по краям крыльев у самцов прорезана светлыми жилками, у самок — с желтоватыми пятнами. Иногда встречаются желтые самцы и самки (форма schugurovi), а также белые самки (форма hurlej).

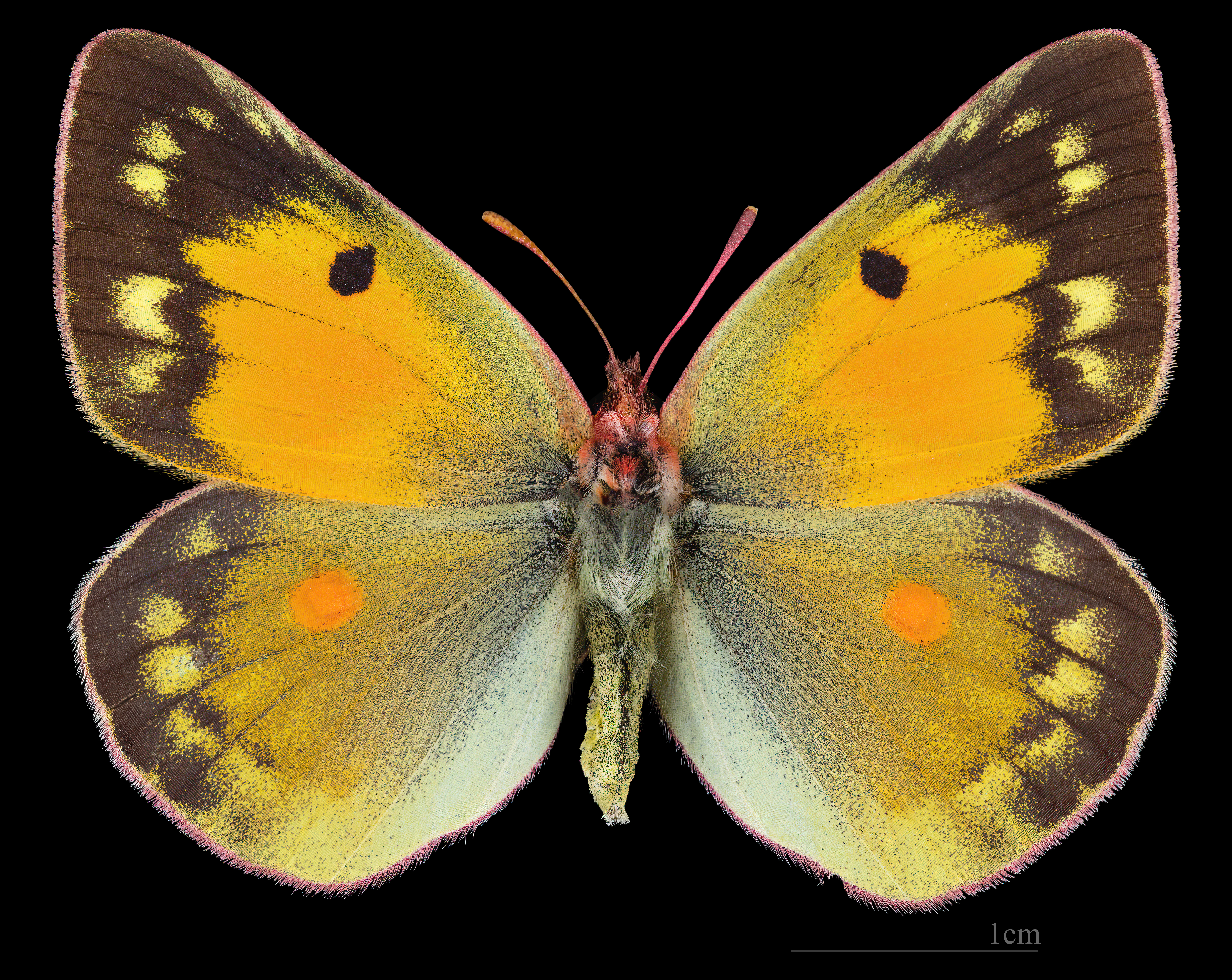
Colias chrysotheme ♀
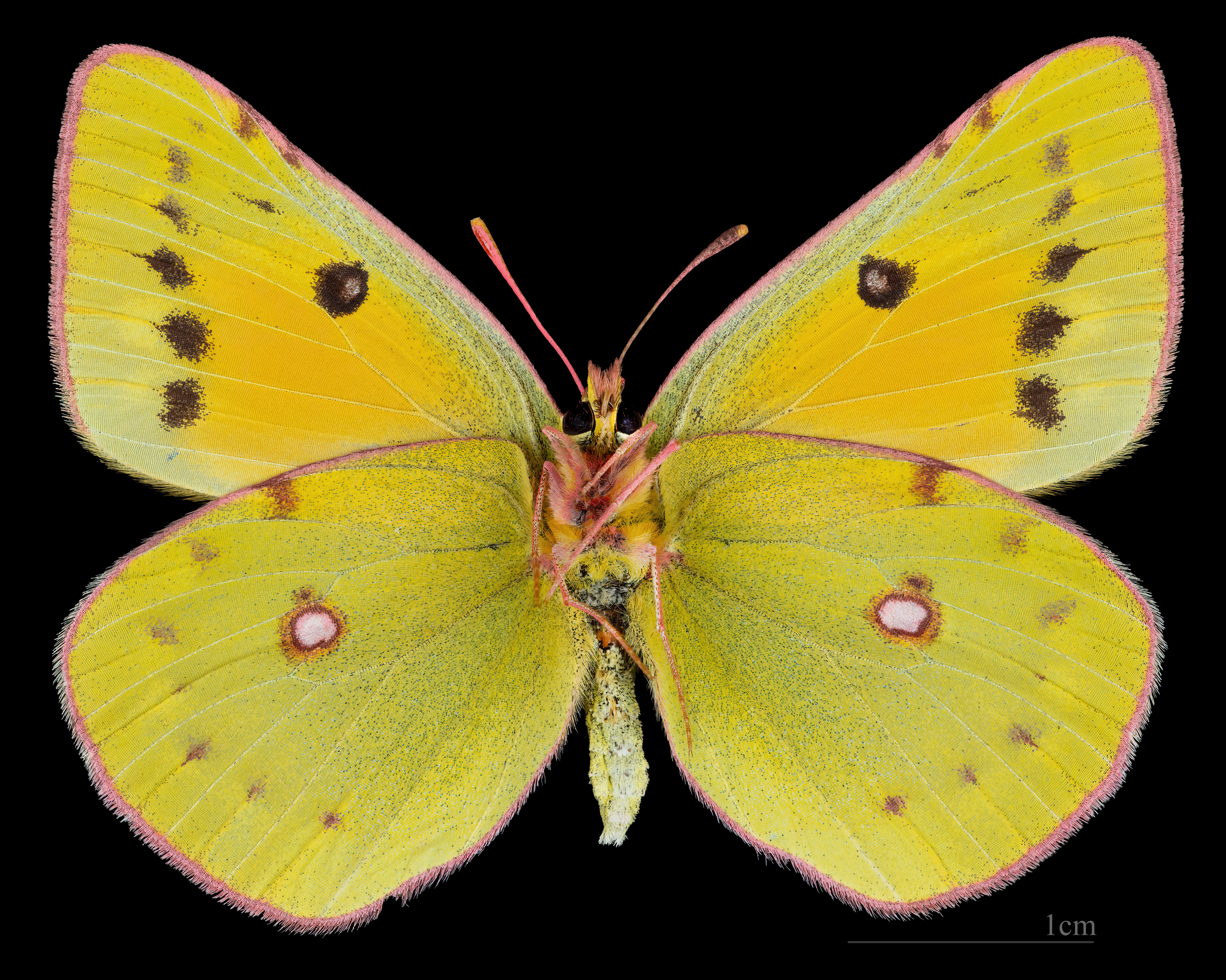
Colias chrysotheme ♀ △

## Ареал
Степи Украины и Молдовы, степная и юг лесостепной зоны России к востоку до Забайкалья, Восточная Австрия, Словакия, Венгрия, Румыния, Монголия, Северо-восточный Китай. Населяет степи различных типов, преимущественно сухие разнотравно-злаковые, а также поля и различные антропогенные участки.

## Биология
Развивается в двух поколениях. Время лёта бабочек — с начала мая по июнь и в июле — августе.
Бабочки летают, кормясь на цветках растений из семейства бобовые и капустные, а также на растениях рода Vicia и Astragalus.
Самки откладывают яйца одиночно у основания листьев кормовых растений гусениц: астрагал солотколистный, астрагал, Vicia. Гусеница питается ночью.

## Охрана
Занесена в «Красную книгу Европейских дневных бабочек». Вид включён в Красную книгу Международного союза охраны природы (МСОП), где относится к 3 категории охраны VU — уязвимый таксон, находящийся под угрозой исчезновения в перспективе. Охраняется в заповедниках Словакии.